# Kościół Chrystusa Króla w Iwano-Frankiwsku
Kościół Chrystusa Króla – rzymskokatolicki kościół katedralny dekanatu iwano-frankiwskiego.

## Historia
20 listopada 1925 w Stanisławowie w dzielnicy zwanej Górka została poświęcona ziemia pod budowę świątyni, zaprojektowanej w 1926 przez architekta S. Trelę. W latach 1925–1932 kościół został zbudowany (prace były przerywane ze względu na brak funduszy). 13 października 1929 arcybiskup Bolesław Twardowski wmurował kamień różny w prezbiterium kościoła. Z przyjściem wojsk radzieckich 17 października 1939 roku Kościół został zamknięty przez władze komunistyczne. W czasie niemieckiej okupacji 1941–1944 działalność została chwilowo reaktywowana. W latach 1961–1989 kościół był używany przez sowietów jako magazyn. 24 czerwca 1989 przyszły biskup Jan Olszański poświęcił kościół. Na początku lat 90. XX wieku rozpoczęła się renowacja Kościoła, która trwała do 1999 roku.
W kościele za fundusze obywateli polskich wzniesiono Kaplicę Pamięci, poświęconą ofiarom nazistów – miejscowej polskiej inteligencji straconej w 1941 roku. Również znajduje się przywieziona z Polski kopią obrazu Matki Boskiej Częstochowskiej. 10 grudnia 2000 roku arcybiskup Marian Jaworski poświęcił odnowione organy kościelne, które 7 lat wcześniej zostały przywiezione z Holandii.